# Контури психіки
Контури психіки — елементи структурної моделі психіки, розробленої Тімоті Лірі і Робертом Антоном Вілсоном.
У моделі Лірі — Вілсона виділяється 8 контурів:
- Біовиживальний контур;
- Емоційно-територіальний контур;
- Семантичний контур;
- Соціально-статевиї контур;
- Нейросоматичний контур;
- Нейрогенетичний контур;
- Квантовий контур;
- Контур метапрограмування.

### Біовиживальний контур
Біовиживальний контур відповідає за вегетативні життєві процеси і орієнтований на отримання зовнішнього задоволення. Біовиживальний імпринт, що виникає в перші дні після народження, закріплює поняття «безпеки» і «небезпеки» у зовнішньому світі. Горизонтальна асиметрія людського тіла визначає вектор «наближення — уникання». Тіло наближається до того, що є сприятливим, і йде від того, що є несприятливим. Все, що попереду — «безпечне», а все, що позаду — «небезпечне». Перший нервовий контур у людини відтворює першу філогенетичну стадію в еволюції виду, зародкову нервову систему одноклітинних організмів, орієнтовану на «наближення» або «уникання».
Перший нервовий контур з'являється протягом «критичного періоду» перших днів після народження. Імпринт встановлює позитивний і негативний фокуси, навколо яких відбувається формування умовних рефлексів, або кондиціонування. Якщо материнська фігура імпринтується як небезпека, всі стимули і подразники, які зв'язуються з матір'ю (і іншими людьми), сприймаються як небезпечні.

### Емоційно-територіальний контур
Емоційно-територіальний або емоційно-руховий контур виконує посередницькі функції при розвитку м'язової сили тіла і освоєнні тілом гравітації. Імпринт руху, мобільності та емоцій виникає тоді, коли м'язовий розвиток дитини дозволяє їй повзати. Цей імпринт фіксує такий вимір у зовнішньому світі, як «вище за мене» і «нижче за мене». Цей імпринт має справу з вертикальною (голова — ноги) асиметрією людського тіла. Комбінація параметрів другого імпринту з параметрами «наближення — уникання» першого імпринту визначає модель двовимірного руху, на яку накладається наступне емоційне кондиціонування. Всі емоції — це ніщо інше, як варіанти двовимірної координатної сітки з осями «наближення — уникання» та «вище — нижче».
З філогенетичної точки зору другий нервовий контур еволюціонував у ранній палеозойський період (п'ятсот мільйонів років тому), коли перші хребетні і земноводні почали підніматися вздовж вертикалі, долаючи силу тяжіння. Здатність домінувати, пересуватися і демонструвати переважаючу силу стала козирною картою виживання.

### Семантичний контур
Семантичний або ментально-маніпуляційний контур виконує посередницькі функції при виконанні філігранних м'язових дій і відповідає за мовлення. Це стає можливим при домінуванні кори однієї з півкуль головного мозку. Спритність рук передбачає переважне оперування правою рукою і контроль з боку кори лівої півкулі головного мозку. Мислення — це уявна розмова, беззвучна мова, безшумне відкривання та перекривання гортанної щілини. Маніпуляційний контур імпринтується в той період, коли дитина вчиться говорити і виконувати точні односторонні рухи. Імпринт третього нервового контуру, в поєднанні з импринтами перших двох контурів, визначає тривимірну модель мислення і шість способів пізнання світу:1) уловлювання подразників; 2) відторгнення; 3) прийняття; 4) копіювання; 5) зв'язування; 6) поділ подразників.

### Соціально-статевий контур
Соціально-статевий контур служить посередником у біосоціальних видах діяльності, пов'язаних з залицянням, шлюбними ритуалами, одруженням, зляганням, оргазмом, а також складними приготуваннями по захисту сперматозоїдів та яйцеклітини, які служать елементами сімейної відповідальності і соціальної ролі. Імпринт четвертого контуру виникає в період статевого дозрівання, коли в поведінці, мисленні і емоціях переважає прагнення пережити оргазм. Як і у випадку з попередніми імпринтами, активізація четвертого контуру супроводжується докорінними змінами в структурі тіла, включаючи появу сексуальної привабливості та посилення статевої асиметрії. Статева асиметрія служить двом цілям: з одного боку, виверженню і введенню сперми, а з іншого — поглинанню і заплідненню. Можливим є імпринтування моделей ухилення від оргазму, які підтримуються кондиціонуванням заборонного характеру. Інші анатомічні та фізіологічні фактори, пов'язані зі статтю, виконують функції захисту матері і малюка в період вагітності та післяпологовий період.

### Нейросоматичний контур
Нейросоматичний контур є першим із «вищих» рівнів свідомості та активується у правому напівкулі мозку. У більшості людей цей контур залишається неактивним, проте його активація дозволила б сприймати світ у багатовимірному просторі, а не лише у чотирьох вимірах евклідового просторово-часового простору. Вважається, що цей контур може мати значення в майбутніх дослідженнях космосу та розширенні свідомості.
Активація нейросоматичного контуру асоціюється з гедонізмом і еротизмом. Деякі дослідники пов'язують його з досвідом, який може бути досягнутий за допомогою канабісу або практики тантричної йоги, а також з досвідом вільного падіння у потрібний момент.

### Нейрогенетичний контур
Нейрогенетичний рівень передбачає доступ до генетичної пам'яті, заключеної в структурі ДНК. Цей рівень асоціюється зі спогадами про попередні життя, концепцією Акашичних записів та колективним підсвідомим. Існує припущення, що активація цієї схеми може забезпечити можливість бессмертя для людини. Історично цей рівень пов'язується з індуїстськими та суфійськими сектами, де він вперше виник на початку першого тисячоліття.
Вважається, що нейрогенетичний рівень може бути активований за допомогою різних методів, включаючи вплив ЛСД та практики Раджа-йоги. Роберт Антон Уільсон називав цю схему морфогенетичною схемою, підкреслюючи ідею формування образів та інформації в свідомості на основі генетичної основи.

### Квантовий контур
Психоатомна схема є теоретичною концепцією, яка, за словами Лірі, могла б забезпечити доступ до міжгалактичної свідомості, яка, припускається, керує життям у Всесвіті і часто описується як бог, богиня-мати чи навіть позаземні істоти. Згідно з Лірі, ця схема дозволила б людині діяти поза межами просторово-часових обмежень, описаних у теорії відносності.
Ліра пов'язував активацію цієї схеми з впливом речовин, таких як кетамін і диметилтриптамін (ДМТ). Цей рівень також називався ним «нейроатомною схемою» або «метафізіологічною схемою». Роберт Антон Вілсон, у свою чергу, позначав цей рівень як «нелокальну квантову схему», підкреслюючи його зв'язок з концепціями нелокальності та квантової фізики.

## Зв'язок з іншими моделями психіки
Контури психіки можна зіставити з рівнями розвитку інтегральної моделі Кена Уїлбера.
Також простежується аналогія зі східною чакральною системою.